# Мілан Лах
Мілан Лах ТІ (словац. Milan Lach; нар. 18 листопада 1973, Кежмарок) — словацький греко-католицький єпископ, єзуїт, педагог; у 2018—2023 роках — правлячий єпископ Пармської греко-католицької єпархії у США. З 23 січня 2023 року — єпископ-помічник Братиславської єпархії і титулярний єпископ Остраціне, Апостольський візитатор для словаків греко-католиків у Західній Європі.

## Життєпис
Владика Мілан народився в м. Кежмарок у Словаччині. Після навчання на греко-католицькому пряшівському факультеті, вступив до новіціяту єзуїтів, пізніше продовжив навчання на Богословському факультуті Трнавського університету. Священичі свячення отримав 1 липня 2001 року в Кошицях з рук владики Мілана Хаутура. 2009 року захистив у Папському Східному Інституті докторат з богослов'я на тему василіянського монашества, а перебуваючи в Римі, виконував служіння духівника Папської Колегії «Руссікум».
Повернувшись до Словаччини, був віце-деканом Богословського факультету Трнавського університету. 19 квітня 2013 р. у Ватикані було повідомлено про те, що Папа Римський призначив його єпископом-помічником Пряшівської архиєпархії ГКЦ в Словаччині і титулярним єпископом Остраціне. Єпископські свячення отримав 1 червня того ж року з рук Пряшівського митрополита архиєпископа Яна Баб'яка, ТІ.
24 червня 2017 року Папа Франциск призначив Преосвященного владику Мілана Лаха Апостольським Адміністратором вакантного осідку Пармської греко-католицької єпархії у США. 1 червня 2018 року у Ватикані повідомлено про те, що Папа Франциск призначив владику Мілана Лаха правлячим єпископом Пармської греко-католицької єпархії.
23 січня 2023 року Папа Франциск переніс його на уряд єпископа-помічника Братиславської єпархії, повертаючи йому титулярний осідок Остраціне.
21 листопада 2024 року Папа Франциск призначив владику Мілана Лаха, ТІ, Апостольським Візитатором для словаків греко-католиків у Західній Європі.

## Публікації
- «Il contributo di Giorgio Giovanniccio Bazilovič OSBM alla formazione monastica dei basiliani dell'eparchia di Mukačevo (1789—1821)» (Кошиці 2010).